# Međunarodni savez radnika
Međunarodni savez radnika ili Prva Internacionala bila je svjetska socijalistička organizacija koja je imala za cilj ujedinjenje svih lijevih političkih skupina i sindikalnih organizacija utemeljenih na konceptima radničke klase i klasne borbe. Osnovana je 1864. za vrijeme radničkog sastanka u Dvorani sv Martina (Saint Martin Hall) u Londonu. Prvi kongres održan je 1866. u Ženevi. Po nekim policijskim procjenama u svome zenitu Međunarodni savez radnika imao je oko 5 milijuna članova, dok je prema službenim podacima bilo je 8 milijuna prijavljenih članova.

## Poveznice
- Druga internacionala
- Međunarodna radnička zajednica socijalističkih stranaka ("Druga i pol internacionala", Bečka internacionala)
- Kominterna (Treća internacionala, komunistička internacionala)
- Četvrta internacionala
- Ujedinjeno tajništvo Četvrte internacionale
- Peta internacionala
- Socijalistička internacionala